# パタゴペルタ
パタゴペルタ（学名 : Patagopelta）は、白亜紀末期（カンパニアン - マーストリヒチアン）のアルゼンチンに生息した鎧竜類の1種である。

## 概要
化石はアルゼンチンのリオ・ネグロ層（サリトラル・モレノ地域)から見つかり、最初の発見は1996年に発見、文献には「アルゼンチンのアンキロサウルス」として頻繁に登場した。発見された部位は皮骨、歯、背椎と尾椎、大腿骨など少数である。
2022年に新たに記載された化石によって、ファクンド・リゲッティらによりパタゴペルタ・クリスタータ(Patagopelta cristata)という新種として発表。当初はボレアロペルタ等に近縁なノドサウルス科とされていたが、2024年にアグノリンらが行った研究により、ステゴウロスやアンタークトペルタ、クンバラサウルスが属するパラアンキロサウルス類に属することが判明した。